# Kampor
Kampor est une localité de Croatie située sur l'île de Rab et dans la municipalité de Rab, comitat de Primorje-Gorski Kotar.
En 2001, la localité comptait 1293 habitants.

## Histoire
Au cours de la Seconde Guerre mondiale, le camp de concentration de Rab est construit à proximité du village. Dans les années 1950, un mémorial est construit sur l'ancien site du camp.

## Démographie
| 1948 | 1953 | 1961  | 1971  |
| ---- | ---- | ----- | ----- |
| 951  | 966  | 1 186 | 1 011 |

| 1981  | 1991  | 2001  | - |
| ----- | ----- | ----- | - |
| 1 109 | 1 178 | 1 293 | - |